# Pelargonium antidysentericum
Pelargonium antidysentericum är en näveväxtart. Pelargonium antidysentericum ingår i släktet pelargoner, och familjen näveväxter.

## Underarter
Arten delas in i följande underarter:
- P. a. antidysentericum
- P. a. inerme
- P. a. zonale